# Ahrensfelde
Ahrensfelde är en kommun och ort i nordöstra delen av Berlin/Brandenburgs storstadsområde, i Landkreis Barnim i förbundslandet Brandenburg, omedelbart utanför Berlins nordöstra stadsgräns.
Namnet Ahrensfelde används även om järnvägsstationen Berlin-Ahrensfelde, som dock ligger på andra sidan stadsgränsen i Berlin.  Även bostadsområdet i Berlinstadsdelen Marzahn vid gränsen till Ahrensfelde benämns ofta Ahrensfelde.

## Befolkning
| År   | Invånare |
| ---- | -------- |
| 1875 | 2 766    |
| 1890 | 3 130    |
| 1910 | 3 320    |
| 1925 | 3 477    |
| 1933 | 5 041    |
| 1939 | 6 766    |
| 1946 | 7 055    |
| 1950 | 7 711    |
| 1964 | 7 178    |
| 1971 | 6 918    |

| År   | Invånare |
| ---- | -------- |
| 1981 | 5 674    |
| 1985 | 5 438    |
| 1989 | 5 043    |
| 1990 | 5 036    |
| 1991 | 5 154    |
| 1992 | 5 309    |
| 1993 | 5 389    |
| 1994 | 5 999    |
| 1995 | 6 494    |
| 1996 | 6 697    |

| År   | Invånare |
| ---- | -------- |
| 1997 | 7 701    |
| 1998 | 8 559    |
| 1999 | 9 640    |
| 2000 | 10 612   |
| 2001 | 11 130   |
| 2002 | 11 553   |
| 2003 | 12 128   |
| 2004 | 12 538   |
| 2005 | 12 848   |
| 2006 | 13 040   |

| År   | Invånare |
| ---- | -------- |
| 2007 | 13 006   |
| 2008 | 13 090   |
| 2009 | 13 114   |
| 2010 | 13 028   |
| 2011 | 12 727   |
| 2012 | 12 761   |
| 2013 | 12 769   |
| 2014 | 12 856   |
| 2015 | 12 954   |
| 2016 | 13 068   |

| År   | Invånare |
| ---- | -------- |
| 2017 | 13 307   |
| 2018 | 13 543   |
| 2019 | 13 843   |
| 2020 | 13 959   |

Detaljerade källor anges i Wikimedia Commons..

## Kända ortsbor
- Henry Arland (född 1945), klarinettist och kompositör.